# Finningham
Finningham – wieś w Anglii, w hrabstwie Suffolk, w dystrykcie Mid Suffolk. Leży 27 km na północ od miasta Ipswich i 118 km na północny wschód od Londynu. Miejscowość liczy 430 mieszkańców.